# Севский чех
Севский чех — низкопробная серебряная монета, чеканившаяся в 1686—1687 годах для Малороссии. 
Своё название монета получила по городу Севск (в настоящее время районный центр Брянской области), где она чеканилась, и казацкому названию польских полтораков, монет достоинством 1+1⁄2 гроша, — чехов.
Нормативный вес — 0,95 грамма, достоинство — полтора гроша. Монеты чеканились без обозначения номинала и планировались как альтернатива находившихся тогда в массовом обращении на территории Малороссии польских полтораков.
На аверсе изображался русский двуглавый орёл под тремя коронами и помещалась надпись, содержавшая начальные буквы имени и титулов Ивана и Петра Алексеевичей (по латыни), на реверсе обозначались дата и место чеканки — Севск.
Чеканка чехов производилась способом «вальц-верк», больше никогда в России не применявшимся, — прокатка тонкой полосы металла между валками, на которых выгравированы штемпельные изображения лицевой и оборотной сторон.
В связи с низким качеством используемого металла (проба серебра была ниже аналогичных польских монет) и чрезвычайной хрупкостью, монета не получила доверия у населения.